# Metaalbalg

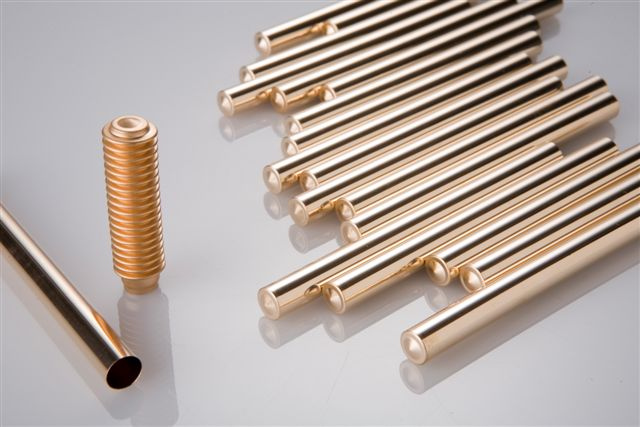
diepgetrokken buizen voor balgen

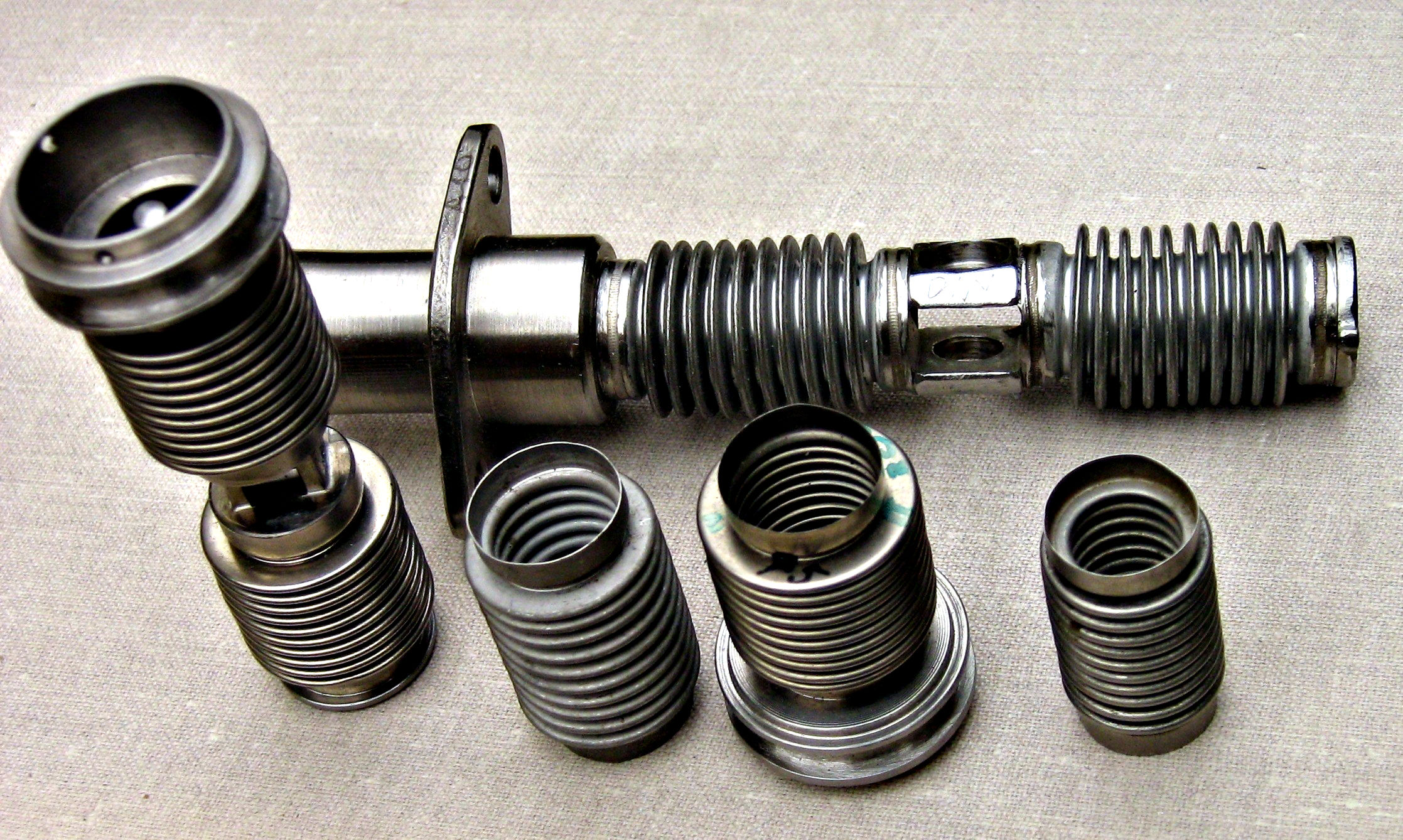
Metaalbalgen

Metaalbalgen zijn elastische componenten die kunnen worden samengeperst wanneer er druk wordt uitgeoefend op de buitenkant, of kunnen uitrekken onder een vacuüm. Wanneer de druk of het vacuüm wordt opgeheven, keert de balg terug naar zijn oorspronkelijke vorm, op voorwaarde dat het materiaal niet boven zijn vloeigrens is belast. Ze worden zowel gebruikt vanwege hun vermogen om onder druk te vervormen alsook een hermetische afdichting te bieden die beweging toe laat.
De precisiebalgtechnologie van de 20e en 21e eeuw richt zich op metaalbalgen met minder veeleisende toepassingen, waarbij gebruik wordt gemaakt van balgen van rubber en kunststof. Deze producten lijken weinig op de originele leren balgen die traditioneel in open haarden en smederijen worden gebruikt.

## Soorten metaalbalgen
Er zijn drie hoofdgroepen metaalbalgen: gevormd, gelast en elektrogevormd.
Gevormde balgenworden geproduceerd door het herbewerken van buizen, normaal gezien geproduceerd door dieptrekken, met meerdere mogelijke processen, waaronder koudvervormen (walsen) en hydrovormen. Ze worden ook ingewikkelde balgen of sylfonen genoemd. Hydrogevormde balgen hebben over het algemeen hoge gereedschapskosten, maar bij massaproductie kan een lagere stukprijs worden verkregen. Hydrogevormde balgen hebben echter lagere prestaties vanwege de relatief dikke wanden en hoge stijfheid.
Gelaste balgen(ook wel randgelaste of membraanbalgen genoemd) worden vervaardigd door een aantal individueel gevormde membranen aan elkaar te lassen. De vergelijking tussen de twee balgtypen concentreert zich over het algemeen op kosten en prestaties. Gelaste metalen balgen worden geproduceerd met lagere initiële gereedschapskosten en behouden hogere prestatiekenmerken. Het nadeel van gelaste balgen is de verminderde metaalsterkte bij lasverbindingen, veroorzaakt door de hoge lastemperatuur.
Elektrogevormde balgenworden geproduceerd door een metalen laag op een model (doorn) te galvaniseren (elektrovormen) en vervolgens de doorn te verwijderen. Ze kunnen worden geproduceerd met bescheiden gereedschapskosten en met dunne wanden (25 micrometer of minder), waardoor dergelijke balgen een hoge precisie krijgen in veeleisende toepassingen en ook geproduceerd kunnen worden in vormen die uitzonderlijk moeilijk te produceren zijn met andere technieken met weinig extra moeite.
Een ander vergelijkingsgebied betreft de constructiemetalen. Hydrogevormde en gewalste balgen zijn beperkt tot metalen met hoge plastische rekeigenschappen, terwijl gelaste balgen kunnen worden vervaardigd uit een grotere verscheidenheid aan standaard- en exotische legeringen, zoals roestvrij staal en titanium, evenals andere sterke, corrosiebestendige materialen. Elektrogevormde balgen kunnen worden geproduceerd uit nikkel, sterke nikkel-legeringen en koper.

## Toepassingen
Metalen balgen worden gebruikt in veel industriële toepassingen. Enkele voorbeelden: 
- Weegcellen: Een weegcel vervormt als er een bepaalde belasting in de vorm van druk of rek op wordt uitgeoefend. Deze vervorming wordt vervolgens gedetecteerd door een rekstrookje waar een kleine gelijkstroom spanning doorheen vloeit. De spanningsverandering wordt gedetecteerd en zichtbaar gemaakt op een bedieningspaneel. Om de meter te beschermen tegen uitwendige invloeden wordt een balg over de meter gemonteerd.
- Vacuümonderbrekers: Om zeer hoge spanningen te schakelen in transformatorstations moet tijdens bedrijf een hoog vacuüm of diëlektrisch gas onder hoge druk rond de contacten worden behouden zodat boogvorming welke de contacten zou kunnen beschadigen en een veilige stroomonderbreking zou kunnen voorkomen wordt verminderd. Hier zorgt de balg ervoor dat de contacten in en uit kunnen bewegen, terwijl een betrouwbare gasdichte afdichting behouden blijft.
- Mechanische afdichtingen : mechanische afdichtingen worden gebruikt om de binnenkant van een pomp af te sluiten van de buitenwereld zodat lekkage voorkomen wordt. Daartoe kan op de pompas een mechanische asafdichting gemonteerd. Omdat de pompas draait, moet er een afdichtingselement aanwezig zijn, bestaande uit een stationaire en een roterende ring. Om voldoende druk uit te oefenen op de twee ringen is er één (meestal de draaiende) voorzien van een veer, de balg zorgt ervoor dat deze veer vrij kan bewegen zonder lekkage. De balg kan tevens worden uitgevoerd zodat deze als veer fungeert.
- Manometers: Als de druk van agressieve vloeistoffen of gassen moet worden gemeten, moet de meter worden geïsoleerd van de stroming. Voor kritische toepassingen wordt in de meter een membraanafdichting gebruikt in plaats van een bourdonbuis. Dit geeft meer zekerheid dan het agressieve fluidum niet zal lekken. Het diafragma is een op zichzelf staande sensor die de verplaatsing doorgeeft aan het meetapparaat.
- Sensoren: Bij deze toepassing worden diafragma's of spiraalbalgen volledig afgedicht en gevuld met een bepaald gas. Twee elektrische polen zitten in binnenkant van de balg. Door de stroom van die twee polen te variëren, kan de temperatuur in de balg worden geregeld. Het uitzetten of samentrekken van de balg wordt gebruikt als actuator om een bepaalde beweging te besturen.
- Klepafdichting: Tussen de behuizing en de klepsteel wordt een balg gebruikt om de binnenkant volledig af te sluiten van de buitenwereld. In Europa is dit van bijzonder belang omdat regelgeving zoals TA Luft lekkage verbiedt.
- Koppelingen voor stappenmotoren en servomotoren : Het flexibele deel, dat een verkeerde uitlijning kan compenseren, wordt gemaakt door een balg. Het zorgt ervoor dat er geen hoekpositioneringsverschil is tussen de twee koppelingshelften. Dit is essentieel als de positioneringsnauwkeurigheid uiterst exact moet zijn.
- Uitlaatbalgen: Lopende motoren veroorzaken trillingen. Om die bewegingen en de temperatuurverschillen die thermische uitzetting tot gevolg hebben te compenseren, worden balgen gebruikt om de uitlaatgasleidingen op de trechter aan te sluiten.
- Uitzettingsvoeg voor leidingen : bij deze toepassing wordt een kort stuk balg tussen leidingen aangesloten om thermische beweging en trillingen te absorberen, typisch in systemen met een sterk vacuüm, hoge temperatuur, cryogene temperaturen of hoge zuiverheid, en in afgedichte systemen die geen gaslekkage naar of vanuit het interieur mogen hebben gedurende een lange levensduur.
- Metalen balgen worden ook gebruikt in andere producten en marktsegmenten, waaronder medische toepassingen zoals implanteerbare medicijnpompen, industriële actuatoren en lucht- en ruimtevaarttoepassingen zoals hoogtesensoren en vloeistofbeheerapparatuur (accumulators, overspanningsafleiders, volumecompensatoren en vloeistofopslag). Metalen balgen worden ook aangetroffen in ruimtetoepassingen en voorzien in reservoirs van drinkwater en in accumulators om afvalwater op te vangen.